# Xanthopimpla octopunctata
Xanthopimpla octopunctata är en stekelart som först beskrevs av Joseph Kriechbaumer 1894.  Xanthopimpla octopunctata ingår i släktet Xanthopimpla och familjen brokparasitsteklar. Inga underarter finns listade i Catalogue of Life.